# Lee Hae-In (patinadora)
Lee Hae-In –en coreano, 이해인– (Daejeon, 16 de abril de 2005) es una deportista surcoreana que compite en patinaje artístico, en la modalidad individual.
Ganó una medalla de plata en el Campeonato Mundial de Patinaje Artístico sobre Hielo de 2023 y dos medallas en el Campeonato de los Cuatro Continentes de Patinaje Artístico sobre Hielo, en los años 2022 y 2023.

## Palmarés internacional
| Campeonato Mundial                   | Campeonato Mundial                | Campeonato Mundial | Campeonato Mundial |
| Año                                  | Lugar                             | Medalla            | Categoría          |
| ------------------------------------ | --------------------------------- | ------------------ | ------------------ |
| 2023                                 | Saitama (Japón)                   | Medalla de plata   | Individual         |
| Campeonato de los Cuatro Continentes |                                   |                    |                    |
| Año                                  | Lugar                             | Medalla            | Categoría          |
| 2022                                 | Tallin (Estonia)                  | Medalla de plata   | Individual         |
| 2023                                 | Colorado Springs (Estados Unidos) | Medalla de oro     | Individual         |